# عباس أباد (فراغة)
عباس أباد (بالفارسية: عباس‌آباد) هي قرية تقع في إيران في قسم فراغة الريفي.